# Carrier Air Wing Nine
Das Carrier Air Wing Nine (CVW-9) ist ein Trägergeschwader der US-Marine. Es wurde im März 1942 als Carrier Air Group 9 (CVG-9) aufgestellt und im Oktober 1945 wieder außer Dienst gestellt. Im März 1952 wurde CVG-9 reaktiviert und im Dezember 1963 in „Carrier Air Wing 9 (CVW-9)“ umbenannt.

## Geschichte

### 1942–1945
Die Carrier Air Group 9 (CVG-9) wurde am 1. März 1942 für den im Bau befindlichen Flugzeugträger Essex in Dienst gestellt. Das Geschwader bestand aus der Jagdstaffel VF-9, ausgerüstet mit Grumman F4F-4 Wildcat, der Bomberstaffel VB-9 und der Aufklärungsstaffel VS-9. Beide Staffeln waren mit der Vought SB2U-2 Vindicator ausgerüstet. Die Torpedostaffel VT-9 musste auf die Auslieferung der Grumman TBF-1 Avenger warten.
Aufgrund der 1942 geringen Zahl verfügbaren Mannschaften und Flugzeugen, wurde CVG-9 im August 1942 auf dem Flugzeugträger Ranger eingeschifft, um an der Invasion Nordafrikas teilzunehmen. Jedoch war von allen Staffeln des Geschwaders nur VF-9 an Bord, die anderen Staffeln VF-41 und VS-41 stammten vom CVG-4. Am 8. November 1942 griffen die Flugzeuge des Geschwaders die französischen Flugplätze bei Rabat und Port Lyautey sowie Schiffe im Hafen von Casablanca an. Insgesamt flogen die Flugzeuge des CVG-9 in drei Tagen 496 Einsätze. Die Bomber beschädigten das Schlachtschiff Jean Bart, den Kreuzer Primauguet sowie den Zerstörer Albatros. Ferner konnten 70 Flugzeuge am Boden und 15 in der Luft zerstört werden. Dabei verlor das Geschwader 16 Flugzeuge. Am 23. November schließlich kehrte die Ranger zurück in die USA.

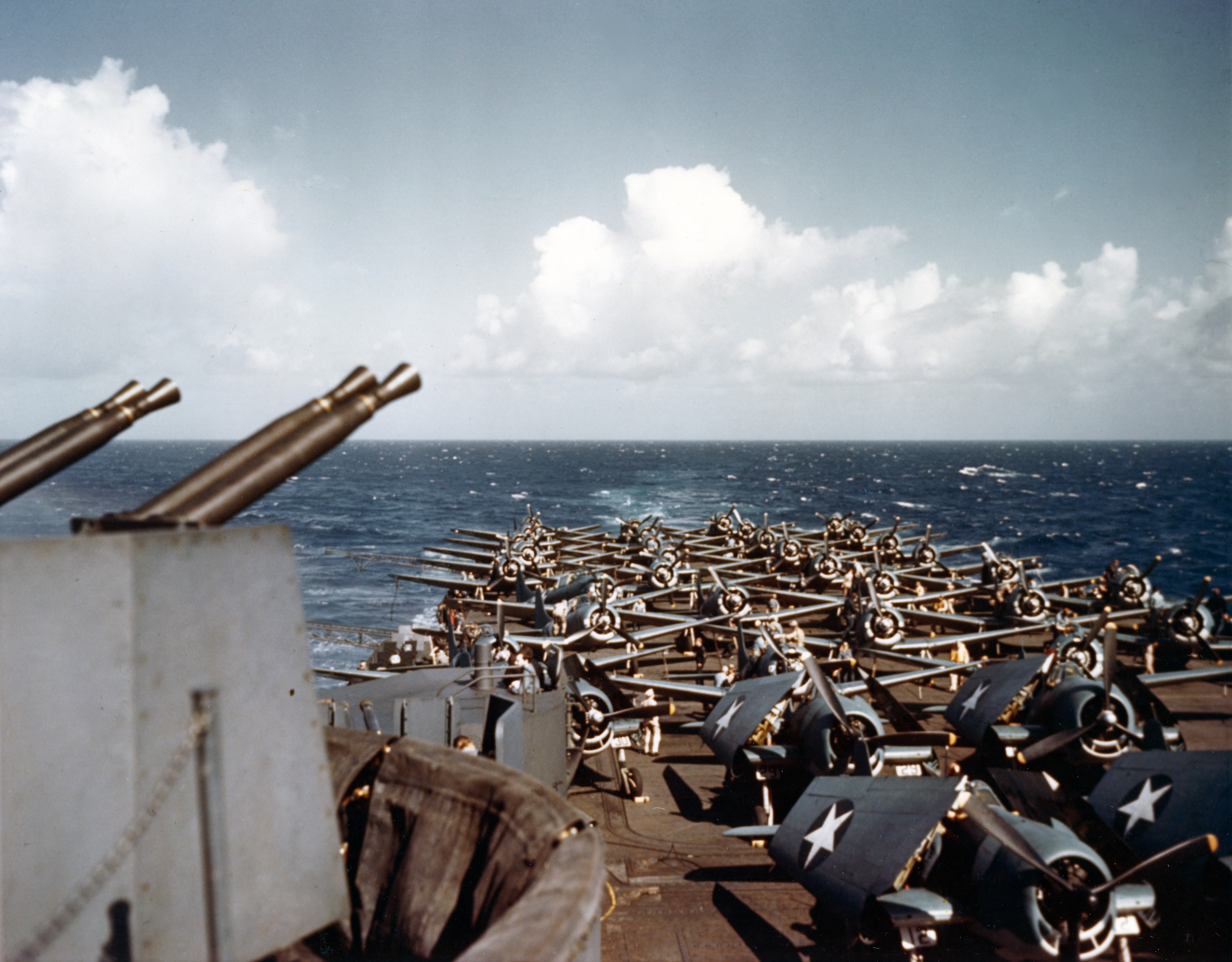
CVG-9 an Bord der Essex im März 1943

Vor dem Einsatz auf der Essex wurden die Staffeln des Geschwaders Anfang 1943 noch mit moderneren Flugzeugtypen ausgerüstet. VF-9 erhielt die Grumman F6F-3 Hellcat, VS-9 wurde in die VB-9 integriert und mit der Douglas SBD Dauntless ausgerüstet. Im Mai 1943 verlegte der Träger in den Pazifik. Am 15. August 1943 griffen Flugzeuge des Geschwaders Marcus Island an, am 5. und 6. Oktober die Insel Wake und am 11. November den japanischen Flottenstützpunkt Rabaul auf Neubritannien. Vom 18. bis 23. November unterstützte CVG-9 die Landungen auf der Gilbertinsel Tarawa. Am 4. Dezember wurde Kwajalein angegriffen. Die Landungen auf dem Atoll fanden dann mit Unterstützung des CVG-9 vom 29. Januar bis zum 3. Februar 1944 statt. Am 17. und 18. Februar 1944 war das Geschwader am Angriff auf den japanischen Stützpunkt Truk auf den Karolinen beteiligt. Danach fuhr die Essex zur Überholung in die USA. Auf dem Rückweg griffen Flugzeuge des Geschwaders am 23. Februar noch Ziele auf den Marianen an.
Bis Anfang 1945 wurde das Geschwader in den USA aufgefrischt. Hierbei erhielt die Staffel VB-9 neue Curtiss SB2C Helldiver. Im Februar 1945 wurde das Geschwader auf dem Flugzeugträger Lexington eingeschifft. Am 16. und 17. Februar wurden Ziele im Raum Tokio angegriffen und vom 19. bis 21. Februar wurde die Landung auf Iwojima unterstützt. Darauf folgten wieder Angriffe auf Japan. Da die Lexington zur Überholung in die USA musste, wechselte CVG-9 im März 1945 auf die Yorktown. Zur Vorbereitung der Landungen auf Okinawa griffen die Flugzeuge des Geschwaders ab dem 18. März Ziele auf Okinawa selbst und auf Kyushu an. Ab dem 1. April wurden die Landungen selbst unterstützt. Am 7. April waren die Flugzeuge an der Versenkung des japanischen Schlachtschiffs Yamato, des Leichten Kreuzers Yahagi und von vier Zerstörern beteiligt.
Im Juni 1945 wechselte das Geschwader wieder auf die aus den USA zurückgekehrte Lexington. Im Juli und der ersten Augusthälfte wurden Ziele in Japan angegriffen. Nach Kriegsende wurde die Carrier Air Group 9 am 15. Oktober 1945 außer Dienst gestellt.

### 1946–1948
Am 15. November 1946 wurde das 1943 in Dienst gestellte Geschwader CVAG-20 in CVAG-9 umbenannt. Von Februar bis Juni 1948 machte das Geschwader eine Einsatzfahrt auf dem Flugzeugträger Philippine Sea ins Mittelmeer. Am 1. Dezember 1949 wurde das Geschwader außer Dienst gestellt, ohne weitere Einsatzfahrten durchgeführt zu haben.

### Seit 1952

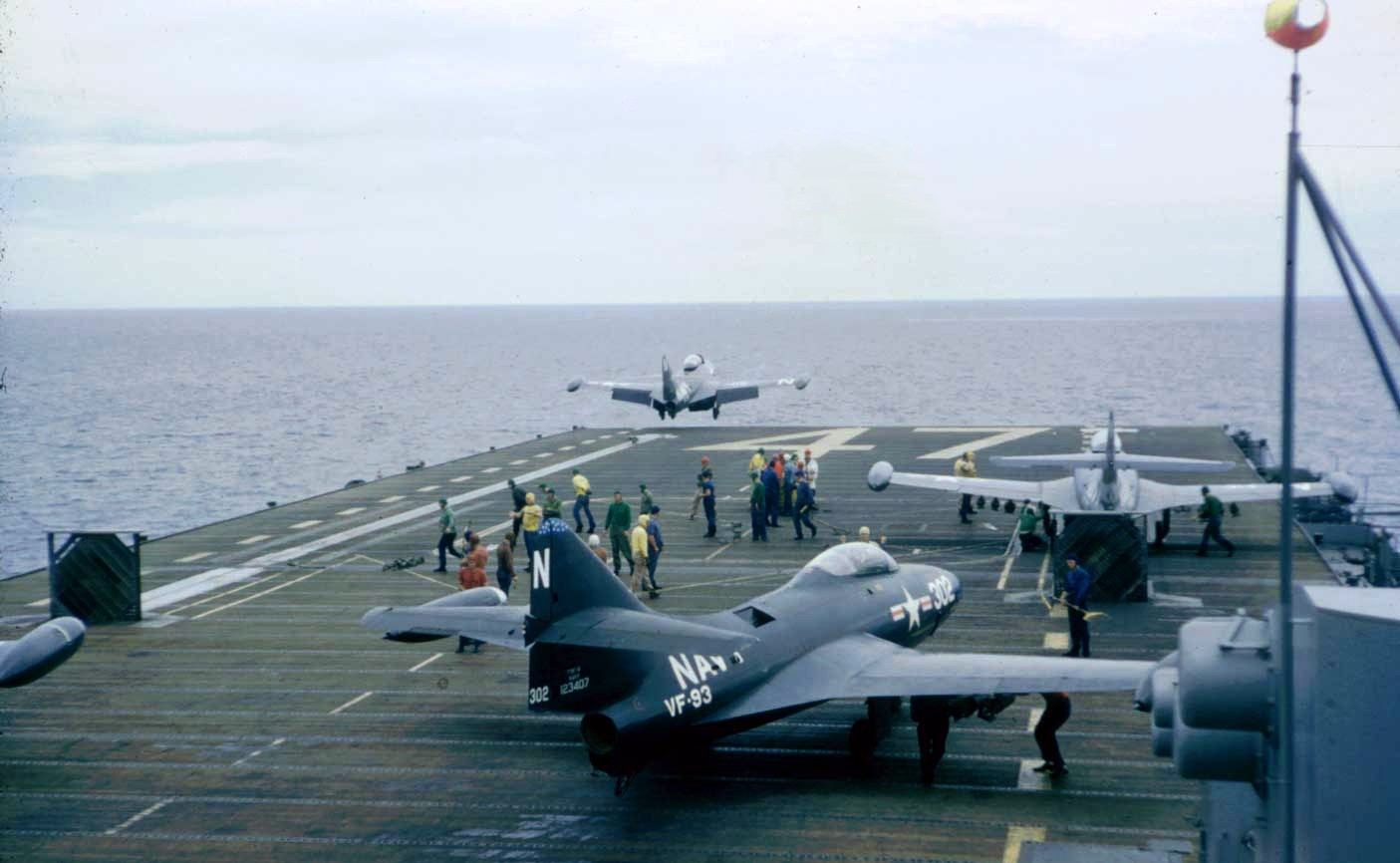
F9F Panther starten von der Philippine Sea im Koreakrieg

Am 26. März 1952 wurde das Geschwader wieder neu aufgestellt. Ab Dezember 1952 erfolgte er erste Einsatz im Korea-Krieg von Bord des Flugzeugträgers Philippine Sea. Die nächste Einsatzfahrt auf der Hornet war eine besondere, da der Träger vom 11. Mai bis 12. Dezember 1954 die Erde ostwärts umrundete. 1956 und 1957/58 folgten Einsatzfahrten in den Westpazifik auf den Trägern Oriskany und Ticonderoga. Zwischen 1960 und 1965 folgten vier Einsatzperioden auf der neuen Ranger, wobei die letzte schon während des Vietnamkrieges stattfand. Im Dezember 1963 wurde „Carrier Air Group 9“ in „Carrier Air Wing 9 (CVW-9)“ umbenannt.
Zwischen Oktober 1965 und Juli 1969 folgten vier weitere Einsatzfahrten nach Vietnam, diesmal jedoch auf dem Träger Enterprise. Am 14. Januar 1969 gab es während eines Manövers vor Oʻahu einen schweren Zwischenfall. Durch die heißen Abgase eines startenden Flugzeugs aufgeheizt, explodierte um 8:19 Uhr der Sprengkopf einer Zuni-Rakete und riss ein Loch in den Tank des vollbetankten Flugzeugs. Das durch den auslaufenden Treibstoff entstehende Feuer breitete sich über das gesamte hintere Flugdeck aus, wo sich etliche für das geplante Manöver vollgetankte und bewaffnete Flugzeuge befanden. In den folgenden 15 Minuten kam es zu mehreren schweren Explosionen durch Bomben, die in der Hitze des Feuers detonierten. An Bord der Enterprise gab es 25 Tote. 371 Besatzungsmitglieder wurden verletzt, 62 von ihnen mussten nach Oʻahu ins Krankenhaus gebracht werden, da ihre Verbrennungen an Bord nicht ausreichend behandelt werden konnten. 15 Flugzeuge wurden zerstört, 17 beschädigt.

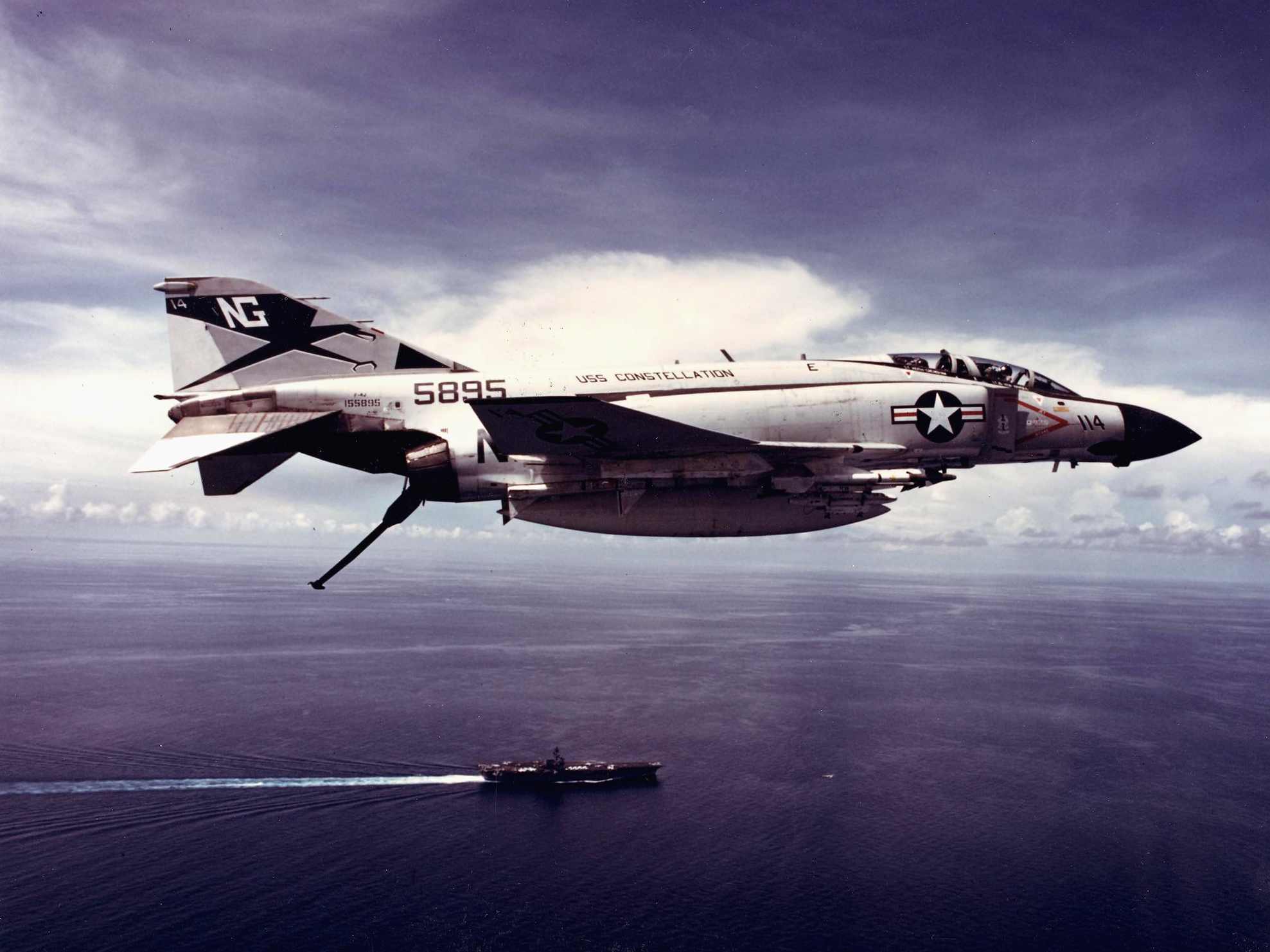
Eine F-4J der Staffel VF-96 im Vietnamkrieg

Nach der darauf folgenden Einsatzfahrt musste die Enterprise in die Werft und CVW-9 wechselte für eine Einsatzperiode auf die America im Jahre 1970. Von 1971 bis 1982 blieb das Geschwader für sieben Einsatzfahrten auf dem Flugzeugträger Constellation stationiert. Während der Einsatzfahrt 1972 wurden die Piloten Randall H. Cunningham und William P. Driscoll der Jagdstaffel VF-96 Black Falcons zu den erfolgreichsten Jagdfliegern der U.S. Navy während des Vietnamkrieges. Die Flugzeuge des Geschwaders waren auch maßgeblich an der Verminung nordvietnamesischer Häfen während der Operation „Linebaker I“ beteiligt. Nach dem Ende des Krieges folgten regelmäßige Einsatzfahrten in den Westpazifik. Im März 1979 operierte die Constellation im Golf von Aden, da es zwischen Nord- und Südjemen zu Spannungen gekommen war. 1980 blieb der Träger während der Geiselnahme von Teheran 110 Tage im Indischen Ozean.
Als die Constellation 1982 zur Werftüberholung anstand wechselte CVW-9 1983/84 nochmals auf die Ranger. 1985 und 1987 folgten zwei weitere Einsatzfahrten auf der Kitty Hawk, wobei letztere wiederum um den Erdball führte. 1988 bis 1998 war das Geschwader auf der Nimitz stationiert. CVW-9 unternahm sechs Einsatzfahrten in den Pazifik und den Indischen Ozean, wobei bei der letzten wiederum die Erde umrundet wurde. Im Juli und August 1998 folgte eine kurze Einsatzfahrt auf den Trägern Kitty Hawk und Independence, als die Kitty Hawk die Independence als in Japan stationierten Träger ablöste.
Im Jahre 2000 wechselte das Geschwader auf die John C. Stennis. Während der zweiten Einsatzfahrt auf der John C. Stennis war 2001/2002 war das Geschwader bei der Operation Enduring Freedom in Afghanistan eingesetzt. 2003 bis 2005 wechselte das Geschwader auf die Carl Vinson. Bei der zweiten Einsatzperiode 2005 wurde CVW-9 im Irakkrieg eingesetzt.
Als 2006 Oberst Doug Yuroveich Commander Air Group (Geschwaderkommodore) von CVW-9 wurde, wurde erstmals ein Offizier des United States Marine Corps „CAG“ eines Trägergeschwaders. Seit 2007 ist das Geschwader wieder auf der John C. Stennis stationiert. Das Geschwader absolvierte 2007, 2009, 2011–2012 und 2012–2013 weitere Einsatzfahrten an Bord der John C. Stennis in den Pazifik und den Indischen Ozean. Nach der Umrüstung aller Kampfstaffeln auf die Boeing F/A-18E/F und EA-18G Super Hornet lief die John C. Stennis am 15. Januar 2016 zur aktuellen Einsatzfahrt aus.

### Zusammensetzung heute
Seit 1945 gibt es bei der U.S. Navy ein festes System zur Identifizierung von Geschwadern oder Staffeln (Visual Identification System for Naval Aircraft). Anfänglich bestand dies aus geometrischen Mustern auf dem Heckleitwerk. Da diese jedoch schwer zu merken oder zu beschreiben waren, wurden schon im Juni 1945 Buchstaben eingeführt, um die Geschwader zu unterscheiden. CVG-9 wurde im November 1946 die Kennung „PS“ (abgeleitet aus dem Trägernamen „Philippine Sea“) zugewiesen. Vom September 1948 bis Ende 1949 war der Kennungsbuchstabe „D“ gültig, der dann nach der Wiederaufstellung im März 1952 auf „N“ geändert wurde.
1957 wurden die einzelnen Buchstaben durch doppelte ersetzt. Im Allgemeinen haben die Geschwader der Atlantikflotte als ersten Buchstaben ein „A“, die der Pazifikflotte ein „N“. Das Carrier Air Wing NINE erkennt man an dem Code (Tailcode) NG. Die einzelnen Staffeln des Geschwaders werden in 100er-Schritten durchnummeriert, das Flugzeug des Geschwaderkommandeurs (Commander, Air Group – CAG) erkennt man an der auf „00“ endenden taktischen Nummer.
Dem Carrier Air Wing Nine (CVW-9) gehören aktuell (Oktober 2010) folgende Staffeln an:

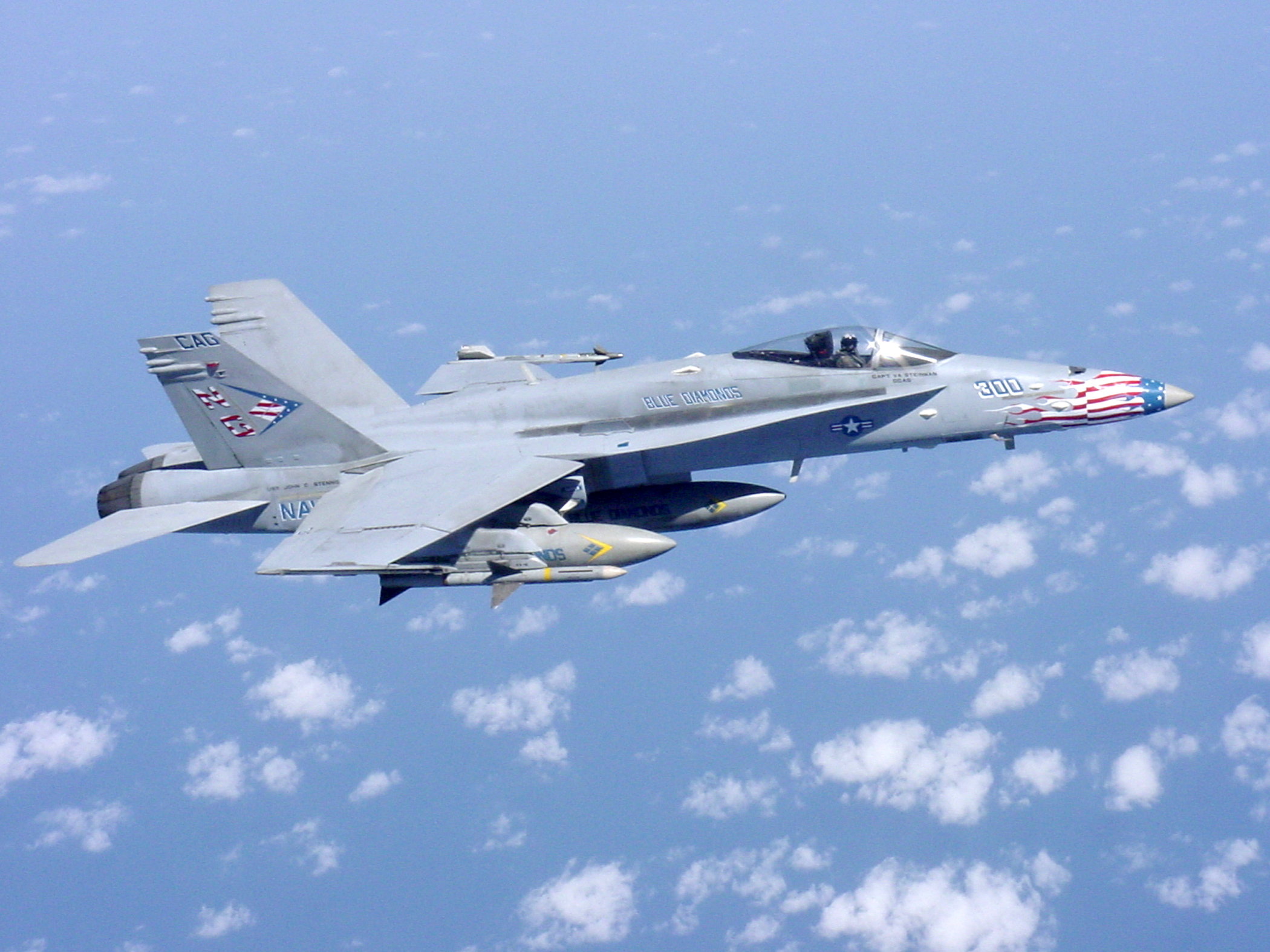
Die F-18 des CAG 2002

| taktische Nummer | Staffel       | Flugzeugtyp             | Spitzname    | Radio Callsign |
| ---------------- | ------------- | ----------------------- | ------------ | -------------- |
| ab 100           | VFA-41        | Boeing F/A-18F          | Black Aces   | Fast Eagle     |
| ab 200           | VFA-14        | Boeing F/A-18E          | Tophatters   | Cam/Camelot    |
| ab 300           | VFA-97        | Boeing F/A-18E          | Warhawks     | Hawk/War Ace   |
| ab 400           | VFA-151       | Boeing F/A-18E          | Vigilantes   |                |
| ab 500           | VAQ-133       | Boeing EA-18G Growler   | Wizards      |                |
| ab 600           | VAW-112       | Grumman E-2C Hawkeye    | Golden Hawks | Ghost          |
| ab 610           | HSC-14        | Sikorsky MH-60S Seahawk | Chargers     |                |
| ab 700           | HSM-71        | Sikorsky MH-60R Seahawk | Raptors      |                |
| xx               | VRC-30 Det. 4 | Grumman C-2A Greyhound  | Providers    | Password       |